# Jōetsu
Jōetsu (jap. 上越市 Jōetsu-shi) – miasto w Japonii w prefekturze Niigata, na wyspie Honsiu, nad Morzem Japońskim.

## Położenie
Miasto leży w południowej części prefektury. Miasto graniczy z:
- Myōkō
- Kashiwazaki
- Tōkamachi
- Itoigawa
- Iiyama

## Historia
Miasto było stolicą dawnej prowincji Echigo. W okresie Sengoku, zamek Kasugayama był znaczącą siedzibą daimyō Kenshina Uesugi. Oficjalnie miasto utworzono 29 kwietnia 1971 roku.

## Transport

### Kolej
W mieście znajduje się stacja kolejowa Jōetsu na liniach JR: Głównej Linii Shin'etsu i Głównej Linii Hokuriku.

### Drogowy
Przez miasto przebiegają drogi:
- Autostrada Hokuriku
- Autostrada Jōshin’etsu
- Drogi krajowe nr: 8, 18

## Miasta partnerskie
- Chiny: Hunchun
- Korea Południowa: Pohang
- Austria: Lilienfeld